# Thorvald Stauning
Thorvald August Marinus Stauning (Kopenhagen, 26 oktober 1873 - aldaar, 31 mei 1942) was een Deens politicus en eerste minister voor de Socialdemokraterne.
Stauning was eerste minister van Denemarken van 1924 tot 1926 en van 1929 tot zijn dood in 1942.
Onder de leiding van Stauning werd Denemarken, zoals de andere Scandinavische landen, een welvaartsstaat. Hij was een der meest bewonderde Deense politici van de 20e eeuw.
Naar Stauning zijn de Stauningalpen in Groenland vernoemd.